# Шахта імені XIX з'їзду КПРС
ДВАТ «Шахта ім. XIX з'їзду КПРС». Входить до ДХК «Луганськвугілля». Розташована у смт. Біле, Лутугинського району Луганської області. Адреса: 92014, смт. Біле, Лутугинський район, Луганської обл., вул. Кірова 63.

## Динаміка розвитку
Стала до ладу у 1936 р з виробничою потужністю 910 тис.т на рік.
Дані по роках:
- У 1990/1999 рр. фактичний видобуток 1649/1247 т/добу.
- У 2002 р. виробнича потужність — 480 тис.т.
- У 2003 р. видобуто 192,7 тис.т.

## Техніко-технологічна характеристика
Глибина робіт 550/610 м (1990/1999). Шахтне поле розкрите 2-а вертикальними стволами. Протяжність підземних виробок 42,5/40,2 км (1990/1999). У 1990—1999 розробляла відповідно пласти l1, l6, kв
3 та l1, l6[прояснити] потужністю 1,0-1,98/1,1-2,2 м, кути падіння 5°.
Пласти небезпечні щодо вибуху вугільного пилу. Кількість очисних вибоїв 5/3/3, підготовчих 10/7/2 (1990/1999/2002).

## Кадровий склад
Кількість працюючих: 2109/2097 осіб, в тому числі підземних 1536/1485 осіб (1990/1999).

## Інтернет-ресурси
- ВІДОКРЕМЛЕНИЙ ПІДРОЗДІЛ «ШАХТА ІМЕНІ XIX З'ЇЗДУ КПРС» ДЕРЖАВНОГО ПІДПРИЄМСТВА «ЛУГАНСЬКВУГІЛЛЯ» [Архівовано 4 квітня 2015 у Wayback Machine.]